# 极上生徒会
《极上生徒会》（日語：極上生徒会），又譯為极上学生会，是一部日本动画，由科樂美原创志向打出“全方位多元化”娱乐项目的作品，2005年4月至9月在日本首播。它本來应该是受到瞩目的绝佳作品，却因为画风的粗略简陋而受批評，後來推出的DVD版本有一些作畫修正。除動畫外，也有推出同名的漫畫及PlayStation 2遊戲。
台灣於2006年9月30日起週六下午5時至5時30分中視播放；2009年5月18日起週一至五晚上7時至7時30分台灣Channel V播放；香港於2007年10月15日起每週二、三下午5時至5時30分亞洲電視本港台播放。

## 故事簡介
故事講述舉目無親的女孩蘭堂梨乃受到神秘筆友「波比特」的幫助，順利轉入財閥學校「宮神學園」，那是一所私立的全女校。她第一天報到就離奇地加入了受學生傾慕、代表學園最大權限的學生會──「宮神學園極大權限保有最上級生徒會」，簡稱「極上生徒會」。此後她和朋友們一起在校園內為解決各種麻煩而努力。
宮神學園以學生自主作為辦學理念，比教職員更有權勢的極上生徒會為此而設立。學生會成員享有許多特權，不但學費全免，更可免費入住專用宿舍「極上寮」，因此很多人渴望加入，可是並不容易。學生會按職能設有執行部、隱密部、遊擊部及車輛部。會長神宮司奏是個才貌兼備的完美少女，她認識梨乃死去的母親，可是梨乃並不知道；副會長金城奈奈穗、銀河久遠，隱密部負責人桂聖奈，會計市川真由良，隨故事的展開，她們每人不為人知的故事將一一展現在觀眾面前。故事輕鬆、搞笑又不乏有待深層挖掘的謎，女孩之間的關係十分微妙有趣，配音員也專門請了當紅的百合界名人。

## 登場人物

### 極上生徒會執行部
- 蘭堂梨乃（蘭堂りの）（配音員：日→田村由香里；台→林美秀；港→鄧潔麗）

本作的主角，登場時14歲，宮神學園第5期，中二生。自從母親在一年前去世後，舉目無親的她因為積蓄耗盡，逼於無奈接受神秘筆友「波比特」的幫助，轉到宮神學園讀書。她在轉校首天就離奇地被選為班長，並且成為學生會的書記。
梨乃有一個腹語布偶「小噗」，是母親留下的遺物。她有神宮司的特殊能力，在故事末段顯露出來。
- 神宮司奏（神宮司奏）（配音員：日→生天目仁美；台→詹雅菁；港→龍德瓊）

學生會會長，登場時18歲，宮神學園第1期，高三生。她是神宮司財團的未來繼承人，擁有宮神半島土地，也是宮神學園的理事長。她小時候沒有上學校，有個願望是上學校讀書，後來創辦了宮神學園，銳意把它建成理想中的樂園，主張學校應儘可能地讓學生自由行事。故事末段奏在聖奈的幫助下得到自由，畢業後仍然擔任學園的理事長。
在學生會中，奏的意見通常是最終決定。奏以筆友「波比特」的身分讓梨乃來到宮神學園，特別關心梨乃，因為梨乃和自己有相同的宿命。她授意學生會起用梨乃為書記，後來更住進梨乃的房間。
神宮司家在日本有舉足輕重的地位，不單是因為他們財雄勢大，也是因為這個家族有些人擁有不為人知的神秘能力，奏就是其中一個。
- 金城奈奈穗（金城奈々穂）（配音員：日→野田順子；台→雷碧文；港→譚淑英）

學生會副會長，登場時17歲，宮神學園第2期，高二生。負責統籌遊擊部事務，以溜溜球作武器。
金城家世代肩負了護衛神宮司家的使命，奈奈穗的六位兄長也是神宮司家的護衛，不過奏解除了奈奈穗這個責任，讓她可以選擇自己的未來。然而奈奈穗知道奏在神宮司家也是身不由己，她為了幫助奏得到自由，選擇留在奏的身邊。
奏畢業後，指定奈奈穗接任學生會會長。
- 銀河久遠（銀河久遠）（配音員：日→清水香里；台→李明幸）

學生會副會長，登場時16歲，宮神學園第3期，高一生。負責統籌隱密部事務。
久遠被迫受那弗雷斯諜報機關指使，進入宮神學園去刺探神宮司奏的秘密，奏知道後沒有揭發她。後來久遠知道事情敗露，打算離開學園，奏卻叫她留下來繼續調查自己的秘密。
- 市川真由良（市川まゆら）（配音員：日→澤城美雪；台→詹雅菁；港→陳琴雲）

學生會的會計，登場時17歲，宮神學園第2期，高二生。經常為學生會緊絀的財政狀況傷腦筋。

### 極上生徒會隱密部
隱密部負責收集情報、調查、監視等工作，因為是秘密活動，一些成員的身份沒有公開。
- 桂聖奈（桂聖奈）（配音員：日→佐久間紅美；台→黃珽筠；港→莊巧怡）

隱密部負責人，登場時18歲，宮神學園第1期，高三生。時常暗中幫助奏和梨乃，她與妹妹美奈萌其實來自神宮司家族，因為沒有神宮司的特殊能力而改姓。最後以V機關執行主席的身分幫助奏獲得自由，畢業後擔任學園的特別講師。
- 櫻梅步（桜梅歩）（配音員：日→仙台惠理；台→詹雅菁；港→龍德瓊）

登場時15歲，宮神學園第5期，中二生。她是梨乃的同班同學，按照奏的指示暗中協助梨乃，雖然最初是為了執行命令而接近梨乃，後來與梨乃成為了真正的朋友。她本來是櫻梅忍軍的女忍者，因為不喜歡忍者的服裝及規限而出走，被神宮司奏邀請進入宮神學園讀書。她後來被孿生兄弟有樂人找到，不過櫻梅忍軍最終容許步選擇自己的路。
- 矩繼琴葉（矩継琴葉）（配音員：日→植田佳奈；台→詹雅菁；港→吳小藝）

登場時15歲，宮神學園第4期，中三生。神宮司家的御庭番（特務），具有無口的特性。知道久遠的真實身分後不把久遠當副會長看待，後來知道原因後理解久遠是不得已的，就與久遠和解。在第16集聖奈要梨乃和美奈萌幫琴葉在隱密部的工作，讓琴葉知道自己在隱密部的理由。琴葉和櫻梅步沒有住在極上寮。

### 極上生徒會遊擊部
遊擊部負責巡視校園、解決校內問題等工作。
- 角元鈴音（角元れいん）（配音員：日→松岡由貴；台→李明幸；港→莊巧怡）

登場時15歲，宮神學園第4期，中三生。擅長以撲克牌作為武器。她的父親在多年前離家失蹤，父女最後在神宮司家重逢。
- 飛田小百合（飛田小百合）（配音員：川澄綾子；台→林美秀；港→譚淑英）

登場時14歲，宮神學園第4期，中三生。「飛田活生流」傳人，劍道高手，可是不戴眼鏡就什麼也看不清楚。她與鈴音自小是好朋友，在宿舍裡住在同一房間。
- 和泉香（和泉香）（配音員：日→齋藤千和；台→雷碧文；港→吳小藝）

登場時14歲，宮神學園第5期，中二生。擅長徒手打鬥，學業與運動俱佳。
她是梨乃的同班同學，在故事初段因為梨乃意外地阻礙她執行遊擊部的任務而不喜歡梨乃，尤其討厭梨乃手上的小噗。在梨乃來到學園前，香是班裡的班長。香不明白梨乃在入學首天即能加入學生會並成為書記的理由，因而不服氣。香仰慕會長神宮司奏，因為看見奏對梨乃特別好，對梨乃存有妒意，不過香沒有加害梨乃，一段時間後就不討厭梨乃。動畫版的香因為要照顧家裡的弟妹，沒有住在極上寮。
奈奈穗擔任學生會會長後，香接任副會長。

### 極上生徒會車輛部、其他
車輛部負責學生會的交通工具。
- 辛蒂·真鍋（シンディ真鍋）（配音員：日→川上倫子；台→李明幸；港→吳小藝）

車輛部成員，登場時18歲，宮神學園第1期，高三生，是日美混血兒。她在動畫中對白不多，通常只說一些很短的句子。
- 桂美奈萌（桂みなも）（配音員：日→辻步美；台→黃珽筠；港→陳琴雲）

桂聖奈的妹妹，登場時13歲，宮神學園第6期，中一生。自小有心臟病，受到家人的溺愛。她轉校到宮神學園後，得到奏的批准加入學生會，自稱為學生會的「特別名譽顧問」。她與聖奈其實來自神宮司家族，因為沒有神宮司的特殊能力而改姓。
- 久川真亞智（久川まあち）（配音員：日→古山貴實子；台→雷碧文；港→陳琴雲）

極上寮的管理員，登場時11歲，小學五年級生，廚藝一流。她希望將來升上宮神學園後加入隱密部。

### 宮神學園關係者
- 伊丹由紀美（伊丹ゆきみ）（配音員：日→佐藤利奈；台→李明幸；港→譚淑英）

宮神學園的教師，是梨乃那一班的班主任。
- 平田若菜（平田わかな）（配音員：日→平松晶子；台→詹雅菁）

宮神學園的保健醫生。

### 神宮司家關係者
- 蘭堂智惠理（蘭堂ちえり）（配音員：日→久川綾；台→李明幸；港→陳琴雲）

梨乃的母親，也是神宮司家的人，原姓神宮司，是神宮司家第一把交椅，有神宮司的特殊能力，因為不喜歡神宮司家的作風而離家出走，一直沒有被神宮司家找到。她在故事開始前一年病逝，死前託咐神宮司奏照顧梨乃。
- 小噗（配音員：日→田村由香里；台→林美秀；港→莊巧怡）

梨乃手上的腹語布偶，真面目是梨乃的哥哥蘭堂哲也。當小噗被套在手上，它可以憑自己意志活動和說話，甚至吃東西。學識淵博，但是有時口不擇言。
- 藍斯

和泉香在街上拾得的布偶，是小噗的好朋友，在動畫第19話出現。
- 金城一博（きんじょう かずひろ）（配音員：日→諏訪部順一；台→李世揚；港→楊耀泰）

奈奈穗家中的長男，年紀比她大。
- 金城史朗（きんじょう しろう）（配音員：日→野島裕史；台→李世揚；港→何偉誠）

奈奈穗家中的四男，年紀比她大。

### 其他
- 岩櫻龍平太（いわざくら りゅうへいた）（配音員：日→谷山紀章；台→李世揚）

在本劇第2、25、26集登場，是「岩櫻財閥」的財產繼承人。
- 龍王院令華（りゅうおういん れいか）（配音員：日→柚木涼香；台→黃珽筠）

是與「宮神學園」敵對的「絢爛學園」的學生會會長。

## 出版書籍
單行本
| 卷數 | MediaWorks    | MediaWorks             | 台灣角川       | 台灣角川               |
| 卷數 | 發售日期      | ISBN                   | 發售日期       | ISBN                   |
| ---- | ------------- | ---------------------- | -------------- | ---------------------- |
| 1    | 2005年9月27日 | ISBN 4-8402-3195-8     | 2008年5月10日  | ISBN 978-986-174-680-7 |
| 2    | 2006年5月27日 | ISBN 4-8402-3479-5     | 2008年10月17日 | ISBN 978-986-174-848-1 |
| 3    | 2007年2月27日 | ISBN 978-4-8402-3791-8 | 2009年5月6日   | ISBN 978-986-237-108-4 |

漫畫選集
- More極上生徒會（もっと極上生徒会）

| 卷數 | MediaWorks     | MediaWorks         |
| 卷數 | 發售日期       | ISBN               |
| ---- | -------------- | ------------------ |
| 1    | 2005年11月26日 | ISBN 4-8402-3252-0 |
| 2    | 2006年2月27日  | ISBN 4-8402-3370-5 |

### 相關書籍
- （2006年2月2日發售）ISBN 4-86155-089-0
- （2006年2月2日發售）ISBN 4-86155-088-2
- （2006年3月27日發售）ISBN 4-8402-3383-7

## 電視動畫

### 工作人員
- 原作 - 科樂美數位娛樂
- 監督 - 岩崎良明
- 系列構成 - 黒田洋介
- 人物設計 - 川田剛
- 美術監督 - 廣瀬義憲
- 色彩設定 - 安藤智美
- 攝影監督 - 廣奥力也
- 編輯 - 西山茂
- 音響監督 - 明田川仁
- 音樂 - 下村陽子
- 執行製作人 - 永田昭彦
- 製作人 - 赤澤顕保、松倉友二、渡辺和哉
- 副監督 - 高橋辰雄
- 動畫製作 - J.C.STAFF
- 製作 - 科樂美數位娛樂

### 主題曲
片頭曲
「戀愛吧女孩（恋せよ女の子）」
歌：田村由香里，作詞：羽月美久，作曲、編曲：小松一也
片尾曲
（第1集～第13集）
歌：極上生徒会執行部（田村由香里／生天目仁美／野田順子／清水香里／澤城美雪），作詞：黑田洋介，作曲、編曲：渡邊拓也
（第14集～第26集）
歌：極上生徒会遊擊部＋車輛部（川澄綾子／松岡由貴／齋藤千和／川上倫子），作詞、作曲、編曲：松浦有希

### 各話列表
| 話数 | 日文標題 | 中文標題                                                            | 脚本     | 分鏡       | 演出       | 作画監督                              | 總作画監督      |
| ---- | -------- | ------------------------------------------------------------------- | -------- | ---------- | ---------- | ------------------------------------- | --------------- |
| 1    |          | 波比特先生您好                                                      | 黑田洋介 | 岩崎良明   | 高島大輔   | 清水博幸                              | 川田剛          |
| 2    |          | 奔放的青春                                                          | 黑田洋介 | 岩崎良明   | 友田政晴   | 氏家嘉宏 北村友幸                     | 下谷智之        |
| 3    |          | 極上宿舍內啪呀啪呀                                                  | 黑田洋介 | 小川浩司   | 大関雅幸   | ハットリマスミ                        | 川田剛          |
| 4    |          | 令人激賞的高明做法                                                  | 黑田洋介 | 岩崎良明   | 山崎茂     | 山川宏治                              | 下谷智之        |
| 5    |          | 華麗的對決                                                          | 白根秀樹 | 狩生豊     | 久保山英一 | 菅原浩喜                              | 川田剛          |
| 6    |          | 超恐怖！小噗的詛咒                                                  | 黒田洋介 | 三芳宏之   | 武藤公春   | 林哲也                                | 下谷智之        |
| 7    |          | 好管閒事                                                            | 黒田洋介 | 小林孝嗣   | 小林孝嗣   | 氏家嘉宏 北村友幸                     | 川田剛          |
| 8    |          | 再會吧！極上生徒會                                                  | 黒田洋介 | 鈴木洋平   | 鈴木洋平   | 佐藤道雄                              | 下谷智之        |
| 9    |          | 心意永不間斷                                                        | 黒田洋介 | 駒井一也   | 濁川敦     | 渡辺邦州                              | 川田剛          |
| 10   |          | 別讓她穿泳衣                                                        | 黒田洋介 | 河合夢男   | 山崎茂     | 山川宏治                              | 下谷智之        |
| 11   |          | WINNING FIVE                                                        | 黒田洋介 | 上原秀明   | 安藤健     | 松岡謙治 野口孝行                     | 川田剛          |
| 12   |          | 那個下雨的日子                                                      | 黒田洋介 | 小林一三   | 伊藤真朱   | 清水博幸 谷川政輝 山元浩              | 下谷智之        |
| 13   |          | 敵我難分的桂美奈萌                                                  | 黒田洋介 | 小林孝嗣   | 小林孝嗣   | 重松しんいち 氏家嘉宏 北村友幸        | 川田剛          |
| 14   |          | 極貧生徒會                                                          | 黒田洋介 | 浅見松雄   | 清水一伸   | 田村正文 岡野幸男                     | 下谷智之        |
| 15   |          | 我在這裡的理由                                                      | 黒田洋介 | 転房圭二   | 鈴木洋平   | 大木良一 藤井昌宏                     | -               |
| 16   |          | 我希望妳在這裡                                                      | 黒田洋介 | 川口敬一郎 | 大関雅幸   | 山川宏治                              | 下谷智之        |
| 17   |          | 要說謊就說到底                                                      | 黒田洋介 | 上原秀明   | 安藤健     | 松岡謙治 桜井木ノ実                   | 川田剛          |
| 18   |          | 佐藤仁史，28歲，職業是律師，雙親是資產家， 沒有比他條件更好的對象了 | 黒田洋介 | 小林一三   | 水無月弥生 | 梶浦紳一郎                            | 下谷智之        |
| 19   |          | 再會了親愛的朋友                                                    | 黒田洋介 | 転房圭二   | 清水一伸   | 樋口聡一 田村正文                     | 川田剛          |
| 20   |          | 小步要當偶像明星                                                    | 黒田洋介 | 鈴木洋平   | 鈴木洋平   | 大木良一 藤井昌宏                     | -               |
| 21   |          | 晴天總有鈴音響                                                      | 黒田洋介 | 山内東生雄 | 上田繁     | 清水博幸 谷川政輝                     | 川田剛 下谷智之 |
| 22   |          | 極上卡片大戰                                                        | 黒田洋介 | 川口敬一郎 | 大関雅幸   | 山川宏治 田中薫                       | 下谷智之        |
| 23   |          | 怪傑少女偵探團                                                      | 黒田洋介 | 上原秀明   | 安藤健     | 桜井木ノ実 山沢実                     | 川田剛 下谷智之 |
| 24   |          | 好想見到你                                                          | 黒田洋介 | 佐々木守   | 水無月弥生 | 飯飼一幸 中島美子                     | 川田剛 下谷智之 |
| 25   |          | 乘風而行的心聲                                                      | 黒田洋介 | 転房圭二   | 高島大輔   | 大木良一 冷水由紀絵 柳伸亮 大河原晴男 | 川田剛          |
| 26   |          | 今天也是極上好天氣                                                  | 黒田洋介 | 岩崎良明   | 岩崎良明   | 川田剛 下谷智之                       | -               |

### 播放電視台
| 播放地區       | 播放電視台         | 播放日期                     | 播放時間                                 | 備註        |
| -------------- | ------------------ | ---------------------------- | ---------------------------------------- | ----------- |
| 關東廣域圈     | 東京電視台         | 2005年4月6日 - 9月28日       | 星期三 25時30分 - 26時00分               |             |
| 大阪府         | 大阪電視台         | 2005年4月6日 - 9月28日       | 星期三 26時05分 - 26時00分               |             |
| 愛知縣         | 愛知電視台         | 2005年4月7日 - 9月29日       | 星期四 26時28分 - 26時58分               |             |
| 北海道         | TV北海道           | 2005年4月12日 - 10月4日      | 星期二 26時00分 - 26時30分               |             |
| 福岡縣         | TVQ九州放送        | 2005年4月12日 - 10月4日      | 星期二 26時23分 - 26時53分               |             |
| 岡山縣、香川縣 | 瀨戶內電視台       | 2005年4月13日 - 10月5日      | 星期三 25時28分 - 25時58分               |             |
| 日本全域       | AT-X               | 2006年3月31日 -              | 星期五 9:00 / 20:00 星期二 13:00 / 23:00 | 連續播放2話 |
| 香港           | 本港台（亞洲電視） | 2007年10月15日－2008年1月8日 | 星期一、二 17:00 - 17:30                 |             |
| 臺灣           | 中視               | 2006年9月30日－2007年4月7日  | 星期六 17:30→17:00                       |             |
| 臺灣           | Channel V          | 2009年5月18日－6月22日       | 星期一至五 19:00                         |             |

## 外部連結
- （日語）KONAMI的官方介紹
- （日語）東京電視台的介紹 （页面存档备份，存于）
- （繁體中文）中國電視公司的介紹 （页面存档备份，存于）
- （繁體中文）群英社的介紹 （页面存档备份，存于）
- （日語）J.C.STAFF的介紹 （页面存档备份，存于）
- （日語）i-revo 極上生徒会 MOVIE ICE[]